# کلاسره
کلاسره، روستایی است از توابع بخش مرکزی شهرستان مینودشت در استان گلستان ایران.

## جمعیت
این روستا در دهستان کوهسارات قرار داشته و بر اساس سرشماری سال ۱۳۸۵ جمعیت ۲٬۳۴۱ نفر (۲۷۵ خانوار)
بوده است.